# Yasuko Namba
Yasuko Namba (難波 康子), född den 2 februari 1949 i Miharu i Fukushima, död den 11 maj 1996 under bestigningen av Mount Everest. Namba blev den andra japanska kvinnan, efter  Junko Tabei att fullfölja De sju topparna (Seven summits). Namba var affärsman hos Fedex, men reste över hela världen som bergsbestigare.
Hon började utmaningen med Kilimanjaro, vars top hon nådde på nyårsdagen 1982. Exakt två år senare nådde hon Aconcaguas topp. Detta följde hon upp med Denali 1 juli 1985 och Elbrus 1 augusti 1992.  Efter bestigningen av Vinson Massif 29 december 1993 och Puncak Jaya 12 november 1994 återstod  Mount Everest.  Hon deltog vid den nyzeeländske expeditionsledaren Rob Hall expedition 1996.
Den 10 maj nådde hon Everest topp och blev därmed den äldsta kvinnan att bestiga Mount Everest, ett rekord som stod sig fram till 22 maj 2000, när den polska klättraren Anna Czerwińska nådde toppen, femtio år gammal.
Nedstigningen försenades och Namba frös ihjäl under natten i en snöstorm. Totalt dog åtta klättrare i något som kommit att kallas Mount Everest-katastrofen 1996. Omständigheterna kring Nambas död skildras bland annat i den amerikanske klättraren Jon_Krakauers bok Into Thin Air: A Personal Account of the Mt. Everest Disaster (1997) (Tunn luft i svensk översättning).